# Ibi Støving
Ibi Katrine Støving (hed i en periode Ibi Katrine Makienok, født 2. februar 1975 i Aarhus) er en dansk model, skuespiller, tv-vært og sanger.

## Karriere
Ibi Støving har tidligere været balletdanser på Det Jyske Balletakademi i Aarhus. Efter studentereksamen fra Randers Statsskole i 1995 uddannede hun sig til skuespiller på Stella Adler Studio of Acting i Hollywood. Hun har desuden været fotomodel, rejseskribent for Jyllands-Posten, designerassistent i Los Angeles og forfatter til bøger om madlavning efter blodtype.
Hun var med i den kortlivede pigegruppe Milc, der i 2002 udgav singlen "Feel So Good".
I 2005-2007 var hun vært på tre sæsoner af Paradise Hotel på TV3. I den forbindelse skrev og sang hun titelmelodien "My Paradise" til tredje sæson i 2007. Hun har bl.a. medvirket i filmen Portland af Niels Arden Oplev og den canadiske film Aurum af James Barclay og Buster. Ibi Støving var vært på Aquadorable 2009 – Natural Beauty Contest, på boligprogrammet Velkommen hjem sæson 1 og 2 og Brystgalla 2009, 2010 og 2011, Ånderne vender tilbage sæson 1 og 2 samt 4 Bryllupper – også på TV3.
I 2011 tog hun springet fra TV3 til TV2, hvor hun først lavet Weekend Weekend og siden hen GO' Morgen Danmark samt programmet Hvem bor hvor. I 2012 var hun chefredaktør på Miinto.dk og modtog i 2013 en iværksætterpris for Bedste Marketingskampagne på nettet. Ibi Støving modtog også prisen som Bedste Kvindelige TV Vært i 2013.
Hun lavede tv-programmet Organer for livet for DR1 og efterfølgende serien Din sang for Kanal 4 i 2018.
Hun har været vært på 3 sæsoner af datingprogrammet Date mig nøgen på TV2. samt 2 Rainbow Awards. De seneste år quizprogrammet Alle mod Alle og Sælg, Sælg, Sælg på HBO Max. 
Ibi har også skrevet og instrueret kortfilm : senest The Cry Of A Sparrow om psykisk vold.  

## Privat
Fra 1998 til 2003 var Ibi Støving kæreste med René Dif, som hun også nåede at blive forlovet med. René Dif blev i september 2003 idømt 30 dages betinget fængsel for vold mod hende. Senere dannede hun par med sangeren Alex Ambrose fra 2005 til 2007. Hun blev i 2007 kæreste med fodboldspilleren Tobias Grahn, som hun fik en søn med. Parret gik fra hinanden i august 2009. Ibi Støving blev i 2013 kæreste med Simon Makienok, der på det tidspunkt spillede i Brøndby IF. Parret blev gift den 6. september 2014 i Holmens Kirke i København. De blev dog skilt igen i 2019.
I 2015 fik hun akut dobbeltsidet nyresvigt og var tæt på at dø. Hun modtog medicinsk behandling i tre år og er efterfølgende kronisk nyrepatient, men hun kan igen leve et nogenlunde normalt liv.

## Filmografi
- Portland (1996) - Lasses kæreste
- Paradise Hotel (2005-2007) - vært
- Aquadorable 2009 – Natural Beauty Contest
- Brystgalla (2009, 2010 og 2011)
- Aurum (2012) - Kirsten
- Velkommen hjem (to sæsoner)
- Ånderne vender tilbage (to sæsoner)
- 4 Bryllupper
- Weekend Weekend (2012) - vært
- GO' Morgen Danmark (2012) - vært
- Hvem bor hvor'
- Organer for livet
- Din sang (2018)
- Date Mig Nøgen (3 sæsoner)
- Hvem Holder Masken (2 sæsoner)
- Alle Mod Alle
- Jaget vildt (sæson 1)

## Diskografi
Solo
- "My Paradise" (2007)

Med Milc
- "Feel So Good" (2002)